# Bengardán
Bengardán (arabul بنقردان ; nyugati nyelvekre átírva: Ben Gardane) város Tunézia déli részén, a Földközi-tenger partján.

## Fekvése
30 km-re a líbiai határtól fekvő település.

## Története
Tunézia függetlenné válásáig Ben Gardane csak egy jelentéktelen sivatagi település volt. Azóta gyarapodott a lakossága, sokan települnek át ide a környékről és Líbiából. 
2006. március 6-án az Iszlám Állam megtámadta a várost.
A Líbiában 2011 óta fennálló polgárháború miatt ismét sokan menekültek a városba.